# Elementa Philosophiae
Die Elementa Philosophiae (lateinisch für Die Elemente der Philosophie) ist das dreiteilige Hauptwerk von Thomas Hobbes. Es erschien 1642–1658.

## Inhalt

### Erster Teil: Über den Körper
Der erste Teil enthält die ausführlichste und vollständigste Darstellung von Hobbes’ materialistischem System. So behauptet Hobbes, das es überhaupt nur eine physische, materielle Substanz (Materie) gibt. In der Folge geht es im ganzen ersten Teil denn auch um eine Darstellung der Körper und ihrer Bewegungen. So gibt es nichts als diese Bewegungen, auch in der Psyche des Menschen. Alle Welterklärung sei Erklärung der Bewegung kleinster Teile, auch bei den Bewegungen unserer Körper.

### Zweiter Teil: Über den Menschen
Der zweite Teil enthält Hobbes Psychologie bzw. Anthropologie. Hobbes ist Determinist, und so ist bei ihm die Stellung der Kausalität eine zentrale. Willensfreiheit gibt es bei ihm so nicht, wobei er sich in diesem Punkt teilweise noch in Widersprüchen verstrickt. In seiner deskriptiven Psychologie unterscheidet Hobbes zwischen anziehenden Kräften und abstoßenden Kräften und versucht die Psyche des Menschen kausal zu erklären. Auch der Geist und das Denken werden am Ende kausalistisch erklärt als eine Art Rechnen mit Wörtern.
Ähnlich wie Descartes misstraut auch Hobbes der sinnlichen Wahrnehmung. Das ist auch der Grund, warum er gerade kein Empirist ist, sondern ganz in der noch jungen Richtung des Rationalismus aufgeht.

### Dritter Teil: Über den Bürger
Hobbes veröffentlichte diesen dritten, staatstheoretischen Teil seines Hauptwerkes mehrere Jahre vor den beiden ersten Teilen. Im Wesentlichen enthält dieses Werk die Ideen, die er im Leviathan wieder aufgenommen hat.

## Wirkungsgeschichte
Sein Materialismus und Determinismus ließen Hobbes „zum meistgehassten Autor seiner Zeit“ werden, der sich „den Zorn“ nicht nur der Kirche, sondern auch der Politik zuzog.

## Textausgaben
- Elementa Philosophiae Sectio Prima De Corpore (1655). Kessinger Publ. 2010. (Kinssinger's Legacy Reprints.) ISBN 978-1-166-18428-5
- Thomas Hobbes: Grundzüge der Philosophie. Erster Teil: Lehre vom Körper. Übers. von Max Frischeisen-Köhler. Leipzig: Meiner, 1949 (Philosophische Bibliothek. 157).
- Thomas Hobbes: Grundzüge der Philosophie. Zweiter und dritter Teil: Lehre vom Menschen und Bürger. Deutsch hrsg. von Max Frischeisen-Köhler, Leipzig: Felix Meiner, 1918. (Philosophische Bibliothek. 158.)
- Thomas Hobbes: Vom Bürger. Vom Menschen. Dritter Teil der Elemente der Philosophie. Zweiter Teil der Elemente der Philosophie. Neu übers., mit einer Einleitung u. Anmerkungen von Lothar R. Waas. Leipzig: Meiner 2017. (Philosophische Bibliothek. 665.)  ISBN 978-3-7873-2806-2